# Þjórsá

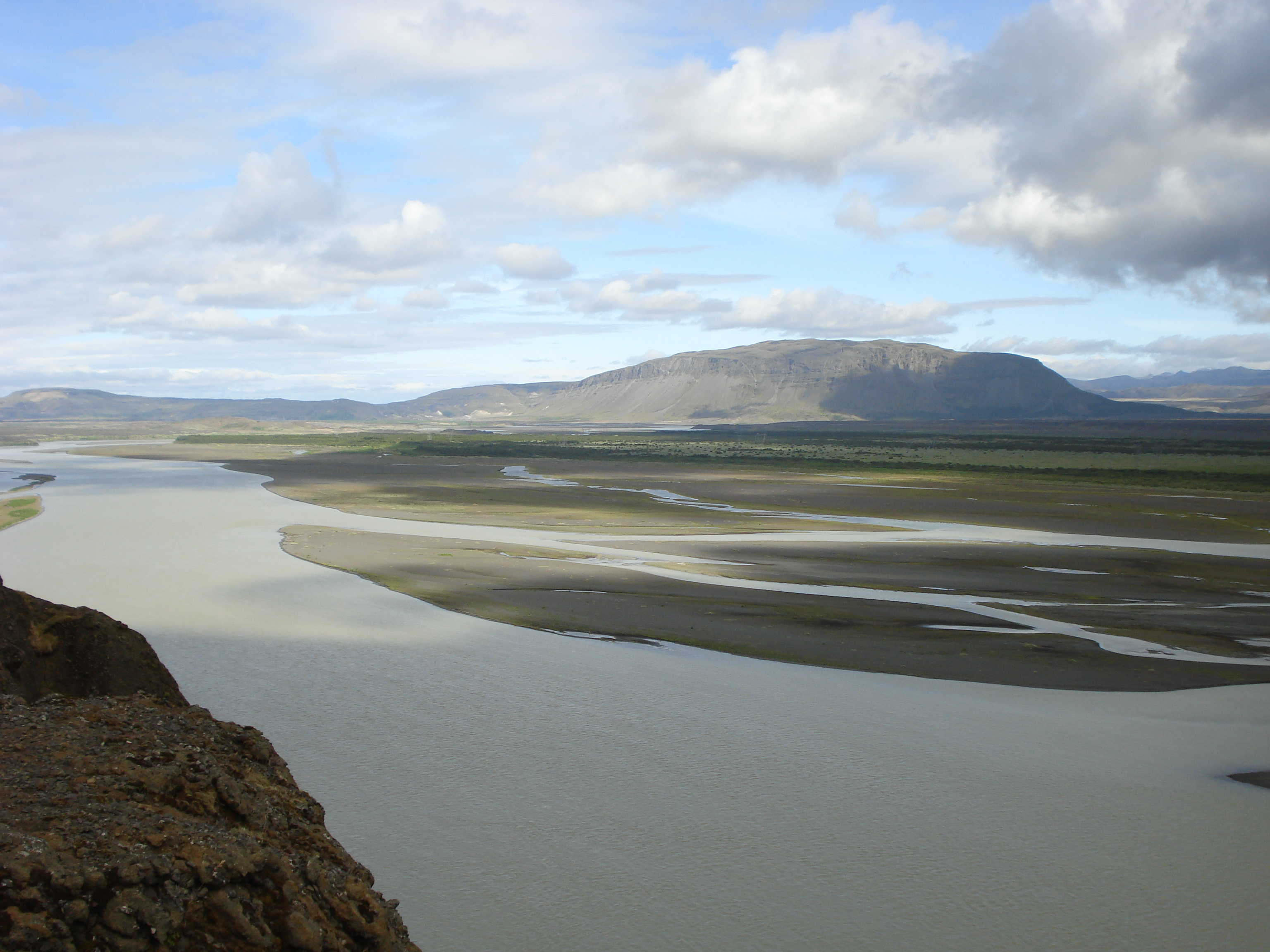
Þjórsá' med Búrfell i bakgrunden

Þjórsá (ibland skrivet Thjórsá) är en omkring 230 kilometer lång älv på sydvästra Island. Den rinner upp i området mellan Hofsjökull och Vatnajökull mitt på Island och rinner ut i Atlanten nära Gaulverjabjær. 
Þjórsás avrinningsområde är 7 530 km² och medelvattenföringen är 380 m³/s. Þjórsá rinner genom södra delen av Þjórsárdalur.
I älven ligger ön Árnes, som är en tidigare tingsplats.
I Þjórsádalur ligger Þjóðveldisbærinn Stöng, som är en rekonstruktion av en vikingatida bondgård.